# Xylia mendoncae
Xylia mendoncae é uma espécie vegetal da família Fabaceae.
Apenas pode ser encontrada em Moçambique.